# П'єтроаса (Тіміш)
П'єтроаса (рум. Pietroasa) — село у повіті Тіміш в Румунії. Входить до складу комуни П'єтроаса.
Село розташоване на відстані 328 км на північний захід від Бухареста, 91 км на схід від Тімішоари, 139 км на південний захід від Клуж-Напоки.

## Населення
За даними перепису населення 2002 року у селі проживали 366 осіб, усі — румуни. Усі жителі села рідною мовою назвали румунську.